# L'Open 35 de Saint-Malo 2022
L'Open 35 de Saint-Malo 2022 è un torneo femminile di tennis giocato sulla terra rossa. È la 27ª edizione del torneo che fa parte della categoria WTA 125 nell'ambito del WTA Challenger Tour 2022. Si gioca al Tennis Club J.A Saint-Malo di Saint-Malo in Francia dal 2 all'8 maggio 2022.

## Partecipanti al singolare

### Teste di serie
| Nazionalità | Giocatrice          | Ranking* | Testa di serie |
| ----------- | ------------------- | -------- | -------------- |
| Stati Uniti | Madison Brengle     | 54       | 1              |
| Polonia     | Magda Linette       | 56       | 2              |
| Egitto      | Mayar Sherif        | 61       | 3              |
| Brasile     | Beatriz Haddad Maia | 64       | 4              |
| Belgio      | Maryna Zanevs'ka    | 70       | 5              |
|             | Anna Kalinskaja     | 75       | 6              |
| Stati Uniti | Claire Liu          | 86       | 7              |
| Polonia     | Magdalena Fręch     | 88       | 8              |

* Ranking al 25 aprile 2022.

### Altre partecipanti
Le seguenti giocatrici hanno ricevuto una wild card per il tabellone principale:
- Tessah Andrianjafitrimo
- Elsa Jacquemot
- Léolia Jeanjean
- Mónica Puig

Le seguenti giocatrici sono passate dalle qualificazioni:
- Estelle Cascino
- Jaimee Fourlis
- Eri Hozumi
- Laura Pigossi

### Ritiri
Prima del torneo
- Anna Bondár → sostituita da  Tamara Korpatsch
- Lucia Bronzetti → sostituita da  Océane Dodin
- Caroline Garcia → sostituita da  Mai Hontama
- Varvara Gračëva → sostituita da  Fiona Ferro
- Kaja Juvan → sostituita da  Heather Watson
- Kaia Kanepi → sostituita da  Rebecca Marino
- Marta Kostjuk → sostituita da  Kamilla Rachimova
- Greet Minnen → sostituita da  Maddison Inglis
- Alison Van Uytvanck → sostituita da  Bernarda Pera
- Zheng Qinwen → sostituita da  Diane Parry

## Partecipanti al doppio

### Teste di serie
| Nazione     | Giocatrice          | Nazione     | Giocatrice         | Rank1 | Seed |
| ----------- | ------------------- | ----------- | ------------------ | ----- | ---- |
| Polonia     | Magda Linette       | Stati Uniti | Bernarda Pera      |       | 1    |
| Giappone    | Eri Hozumi          | Giappone    | Makoto Ninomiya    |       | 2    |
| Stati Uniti | Kaitlyn Christian   |             | Lidzija Marozava   |       | 3    |
| Giappone    | Miyu Katō           | Stati Uniti | Sabrina Santamaria |       | 4    |
| Brasile     | Beatriz Haddad Maia | Egitto      | Mayar Sherif       |       | 5    |

* Ranking al 25 aprile 2022.

## Punti
| Torneo    | V   | F  | SF | QF | 2T | 1T | Q | Q2 | Q1 |
| Singolare | 160 | 95 | 57 | 29 | 15 | 1  | 6 | 4  | 1  |

## Campionesse

### Singolare
Beatriz Haddad Maia ha sconfitto in finale  Anna Blinkova con il punteggio di 7–6(3), 6–3.

### Doppio
Eri Hozumi /  Makoto Ninomiya hanno sconfitto in finale  Estelle Cascino /  Jessika Ponchet con il punteggio di 7–6(1), 6–1.